# 段昍
段昍（Tuan Hsuan，1997年10月27日—），台灣足球運動員，司職門將，與哥哥段霱目前效力於台中Futuro。

## 球員生涯
段昍出生於足球世家，父親段俊鐘、母親鄭淑玲過去都是國腳，哥哥段霱與弟弟都在同一所俱樂部，姐姐段雨柔為高雄陽信的球員，且同為國腳的李茂是姐夫。
段昍高中畢業後，加入北市大。並在107學年度奪得該屆金手套獎。
2021年賽季，段昍轉會至台中Futuro。

## 外部連結
- 段昍在transfermarkt的球員資料